# Асовка
Асовка (в верховье Светлый Асов) — река в России, протекает по Пермскому краю. Устье реки находится в 29 км по левому берегу реки Барда у деревни Проносное. Длина Асовки со Светлым Асовом составляет 43 км.

## Притоки
- 17 км: Молёбка
- 22 км: Большая Кумина
- 25 км: Талая (лв)
- 31 км: Верхняя Асовка (лв)
- 37 км: Мутный Асов (пр)

## Данные водного реестра
По данным государственного водного реестра России относится к Камскому бассейновому округу, водохозяйственный участок реки — Сылва от истока и до устья, речной подбассейн реки — Кама до Куйбышевского водохранилища (без бассейнов рек Белой и Вятки). Речной бассейн реки — Кама.
Код объекта в государственном водном реестре — 10010100812111100012944.